# Refuge de Tré-la-Tête
Le refuge de Tré-la-Tête est un refuge situé en France dans le département de la Haute-Savoie, au-dessus des Contamines-Montjoie.
Ce refuge du massif du Mont-Blanc est sur l'itinéraire qui mène au refuge des Conscrits ; il est aussi le point de départ pour des courses au mont Tondu ou au col des Chasseurs.